# Teorema di Lawvere
Il teorema di Lawvere (dal nome del matematico Francis William Lawvere) è un teorema di punto fisso nell'ambito della teoria delle categorie.
In particolare, questo teorema consente di ottenere come conseguenza alcuni risultati classici (procedimento diagonale di Cantor, paradosso di Russell, teorema di incompletezza di Gödel).

## Enunciato
Siano A e X due insiemi. Sia XA l'insieme di tutte le funzioni da A in X.
Se esiste una suriezione s da A su XA, allora ogni funzione {\displaystyle f\colon X\to X} ha un punto fisso.
La dimostrazione utilizza un argomento diagonale.